# Newlands Beck
Der Newlands Beck ist ein Fluss im Lake District, Cumbria, England. Der Newlands Beck entsteht an der Südseite des Dale Head nördlich des Honister Passes. Kurz nach der Entstehung mündet der Dalehead Tarn nach einem sehr kurzen Abfluss in den Newlands Beck. Der Fluss fließt in nördlicher Richtung durch das Newlands Tal.
Am Weiler Little Town mündet der Keskadale Beck in den Newlands Beck.
Der Fluss fließt östlich am Ort Braithwaite vorbei und mündet dann in das südliche Ende des Bassenthwaite Lake.